# Another View
Another View je kompilační album skupiny The Velvet Underground, vydané v září roku 1986 u Verve Records. Na albu jsou raritní nahrávky, které nikdy předtím nevyšly. Některé písně přenahrál Lou Reed na svá sólová alba.

## Seznam skladeb
| Strana 1 | Strana 1                                   | Strana 1                     | Strana 1        | Strana 1 |
| Pořadí   | Název                                      | Autor                        | Nahráno         | Délka    |
| -------- | ------------------------------------------ | ---------------------------- | --------------- | -------- |
| 1.       | We're Gonna Have a Real Good Time Together | Reed                         | 30. září 1969   | 2:56     |
| 2.       | I'm Gonna Move Right In                    | Reed, Morrison, Tucker, Cale | 27. září 1969   | 6:30     |
| 3.       | Hey Mr. Rain (první verze)                 | Reed, Morrison, Tucker, Cale | 29. května 1968 | 4:56     |
| 4.       | Ride into the Sun                          | Reed, Morrison, Tucker, Cale | 5. září 1969    | 3:20     |
| 5.       | Coney Island Steeplechase                  | Reed, Morrison, Tucker, Cale | 6. května 1969  | 2:20     |

| Strana 2       | Strana 2                                         | Strana 2                     | Strana 2         | Strana 2 |
| Pořadí         | Název                                            | Autor                        | Nahráno          | Délka    |
| -------------- | ------------------------------------------------ | ---------------------------- | ---------------- | -------- |
| 1.             | Guess I'm Falling in Love (instrumentální verze) | Reed, Morrison, Tucker, Cale | 5. prosince 1967 | 3:35     |
| 2.             | Hey Mr. Rain (druhá verze)                       | Reed, Morrison, Tucker, Cale | 29. května 1968  | 5:16     |
| 3.             | Ferryboat Bill                                   | Reed, Morrison, Tucker, Yule | 19. června 1969  | 2:10     |
| 4.             | Rock & Roll                                      | Reed                         | 19. června 1969  | 5:18     |
| Celková délka: | Celková délka:                                   | Celková délka:               | Celková délka:   | 36:21    |

## Obsazení
The Velvet Underground
- Lou Reed – zpěv, kytara, piáno
- John Cale – viola, baskytara
- Sterling Morrison – kytara, baskytara, doprovodný zpěv
- Maureen Tucker – perkuse
- Doug Yule – baskytara, klávesy, doprovodný zpěv

Technická podpora
- The Velvet Underground – producenti
- Bill Levenson – vedoucí producent kompilace
- J. C. Convertino – zvukový inženýr